# Pedro Bernardo
Pedro Bernardo és un municipi de la província d'Àvila, a la comunitat autònoma de Castella i Lleó. Limita al nord amb Serranillos, a l'est amb Gavilanes, al sud amb la província de Toledo, al sud-oest amb Lanzahíta i al nord-oest amb San Esteban del Valle.

## Personatges il·lustres
- Arturo Duperier Vallesa, físic.